# Folgefonntunnel
Der Folgefonntunnel ist ein einröhriger Straßentunnel zwischen Eitrheim in der Kommune Ullensvang und Mauranger der Kommune Kvinnherad in der norwegischen Provinz (Fylke) Vestland. Er ist mit 11.137 m der viertlängste Straßentunnel Norwegens (Stand: 2023).
Der Tunnel wurde am 15. Juni 2001 nach drei Jahren Bauzeit eröffnet und hat 412 Millionen NOK gekostet. Der Bau wurde durch bis 2016 erhobene Mautgebühren (72 NOK/Pkw) finanziert. 
Er unterquert einen Teil des Folgefonna-Nationalparks.

## Ausstattung
Der Tunnel ist im Querschnitt 4,5 Meter hoch, die Tunnelsohle ist acht Meter breit. Alle 500 Metern befinden sich Pannenbuchten, alle 1,5 km Wendenischen für größere Fahrzeuge. Sensoren für Kohlenstoffmonoxid und Stickstoffoxide sind an mehreren Stellen installiert, die bei zu hohen Werten automatisch den Tunnel sperren. Sobald einer der alle 125 Meter angebrachten Feuerlöscher entfernt wird, sperrt sich der Tunnel ebenfalls automatisch. Außerdem gibt es ein Belüftungssystem aus 34 Ventilatoren, welche den Tunnel im normalen Betrieb belüften und im Brandfall den Rauch in die gewünschte Richtung lenken.